# El Consejo
El Consejo, fundado Nuestra Señora del Buen Consejo del Mamón, es un pueblo del estado de Aragua, en Venezuela, capital del municipio José Rafael Revenga. Está emplazada a 534 m de altitud en los valles de Aragua, colindando con las estribaciones de la cordillera de la Costa, en un punto estratégico entre Caracas y Maracay, a los que accede a través de la autopista Regional del Centro. El proceso de industrialización ha ocupado amplios espacios, originalmente destinados al cultivo de la caña de azúcar, que sirve de insumo básico para las fábricas de ron y centrales azucareras del área inmediata. Se cultiva café y plátanos en las laderas, pero no resulta significativa la producción si la comparamos con la de principios del siglo XX, cuando era una zona productora de añil, tabaco, algodón, café y cacao.
Su población, según el censo de 2011, es de 56 604 habitantes.

## Fundación
Pueblo fundado el 24 de enero de 1777 por decreto del Monseñor Mariano Martí, Obispo de Caracas; a petición de los hacendados del Tuy arriba y Tuy abajo, encabezados por el conde de Tovar. Esta región ha sido escenario de acontecimientos útiles en la formación de la nación venezolana.
- Datos: Q3049816